# Bâtiment de l'Assemblée nationale (Serbie)
Pour les articles homonymes, voir Bâtiment de l'Assemblée nationale.
Le bâtiment de l'Assemblée nationale (en serbe cyrillique : Зграда Народне скупштине ; en serbe latin : Zgrada Narodne skupštine) est situé à Belgrade, la capitale de la Serbie, dans la municipalité urbaine de Stari grad. Construit entre 1907 et 1936, il est inscrit sur la liste des biens culturels de la ville de Belgrade.

## Présentation
Le bâtiment de l'Assemblée nationale, situé 13 place Nikola Pašić, a été construit entre 1907 et 1936 selon des plans de l'architecte Jovan Ilkić et sous le contrôle de son fils, l'architecte Pavle Ilkić.
Le bâtiment a été conçu au début des années 1890, quand l'architecte Konstantin Jovanović dessina les plans d'un édifice monumental pour un parlement monocaméral. Après le vote d'une nouvelle constitution au début du XXe siècle, le royaume de Serbie disposa d'un Sénat fonctionnant en plus de l'Assemblée et le plan de Jovanović devint inadapté pour un parlement bicaméral. En 1902, un concours fut ouvert, remporté par l'architecte du ministère Jovan Ilkić. Dans son projet, Ilkić utilisa les plans de Jovanović pour lui servir de point de départ. Les travaux commencèrent en 1907 mais ils furent interrompus en 1914, au début de la Première Guerre mondiale. L'édifice fut achevé en 1936, après la mort d'Ilkić, sous le contrôle de son fils l'architecte Pavle Ilkić, qui apporta quelques modifications au projet de son père.
Le bâtiment est conçu comme un édifice monumental de style académique,suivant un plan dynamique. Il dispose de nombreux éléments architecturaux et décoratifs dans le style de la Renaissance italienne. La partie centrale de l'Assemblée est mise en valeur par des rampes, par un escalier monumental et par un portique doté d'un tympan triangulaire soutenu par quatre colonnes corinthiennes ; on y trouve également quatre petits dômes ainsi qu'un grand dôme central se haussant entre les quatre autres.
L'intérieur du bâtiment a fait l'objet d'une attention toute particulière, selon des plans de l'architecte russe Nikola Krasnov. Les sculptures sont dues aux artistes les plus éminents de cette époque ; en 1939, deux grands groupes en bronze, créés par le sculpteur Toma Rosandić et appelés Chevaux noirs s'ébattant, ont été placés en face de l'entrée principale.

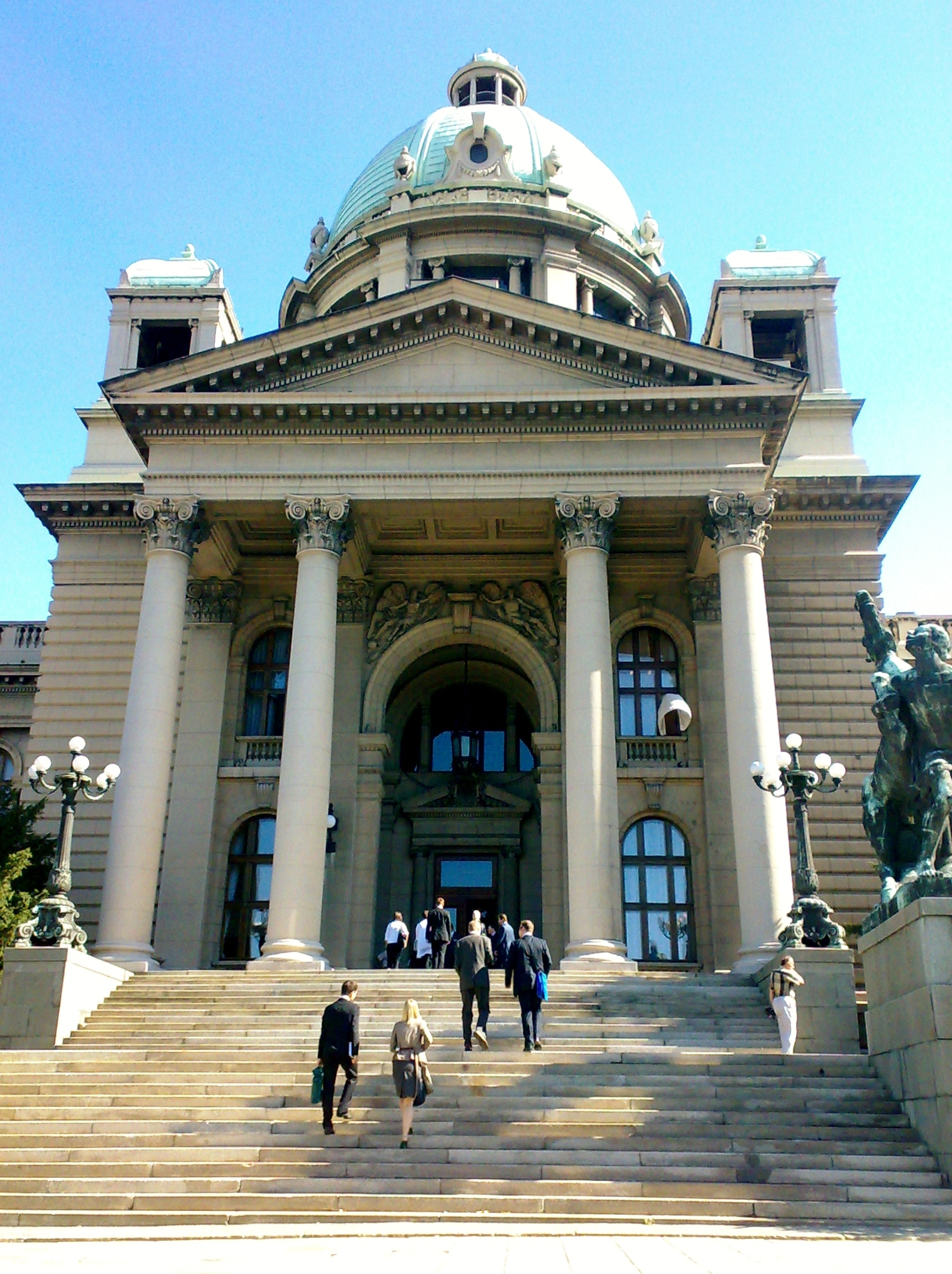
Détail du porche d'entrée
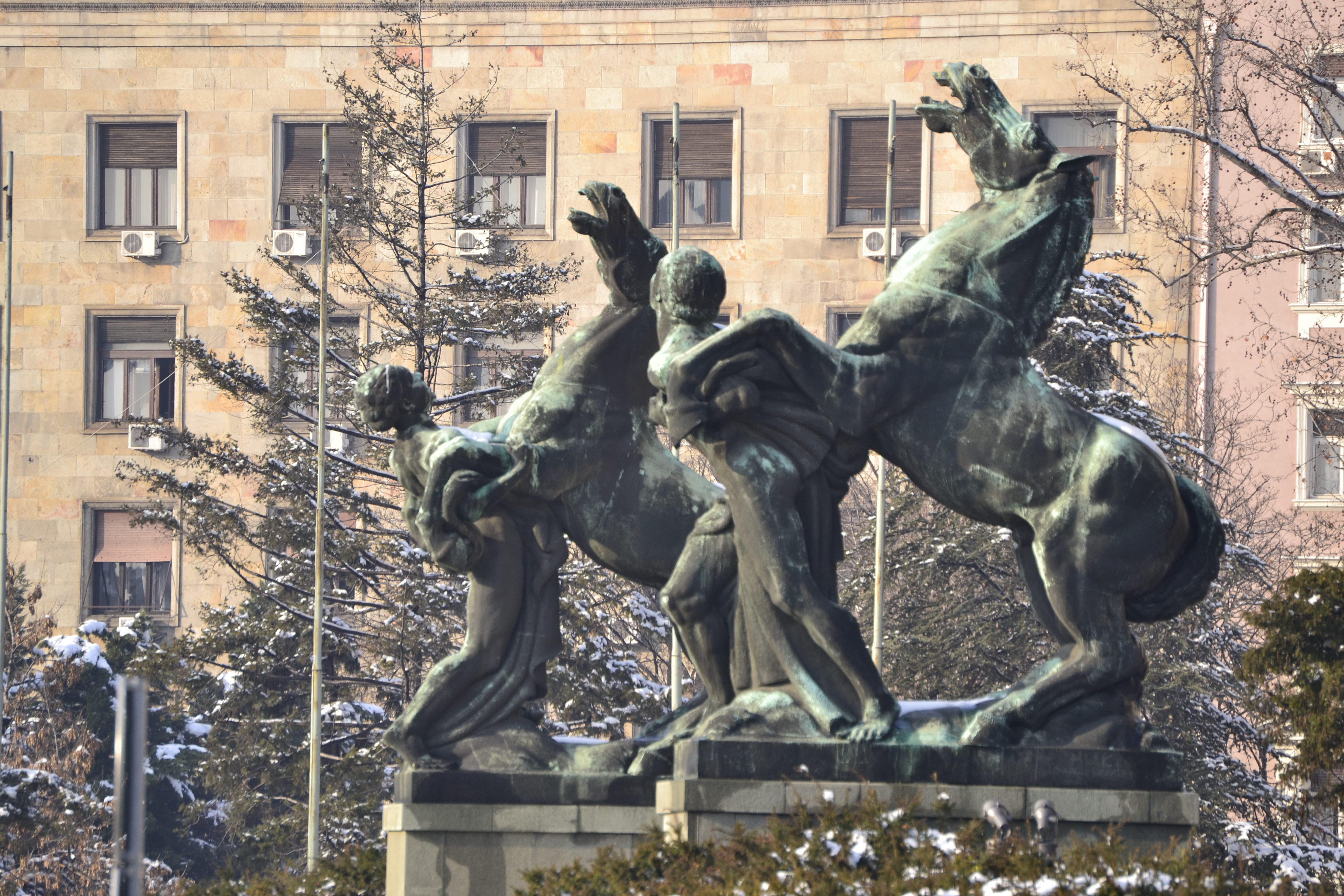
Chevaux noir s'ébattant de Toma Rosandić
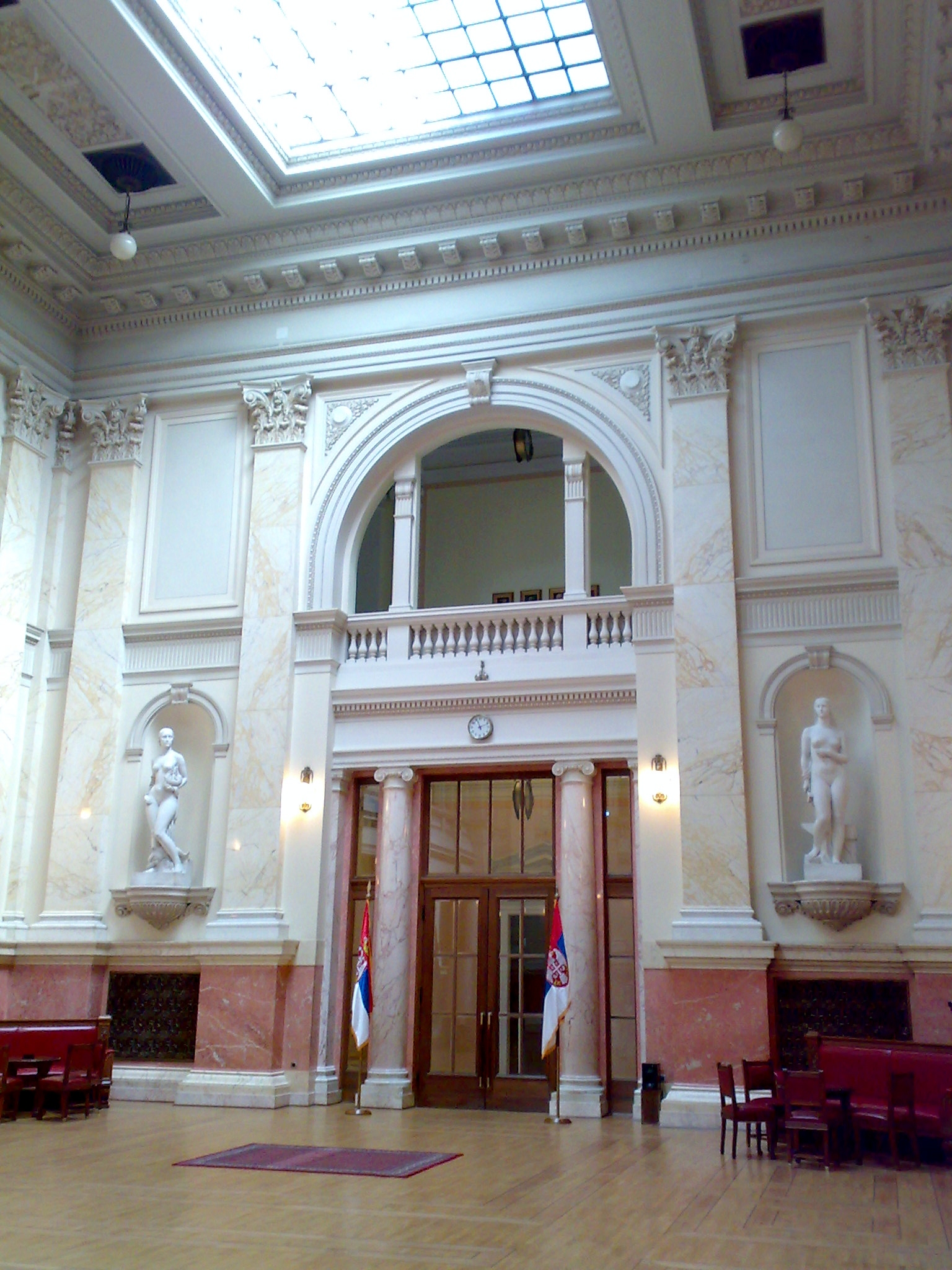
L'intérieur du bâtiment